# Junín (khu tự quản)
Junín là một khu tự quản thuộc bang Táchira, Venezuela. Thủ phủ của khu tự quản Junín đóng tại Rubio. Khự tự quản Junín có diện tích 326 km2, dân số theo điều tra dân số ngày 21 tháng 10 năm 2001 là 68869 người.